# Dilshod Nazarov
Dilshod Chamoliddinovich Nazarov (tadjique: Дилшод Ҷамолиддинович Назаров, persa: دلشاد نظروف ; Duxambé, 6 de maio de 1982) é um atleta tajique, especializado no lançamento de martelo. Ele representou o seu país em Jogos Olímpicos em quatro ocasiões – Atenas 2004, Pequim 2008, Londres 2012 e Rio 2016 – conquistando a medalha de ouro neste último, a primeira medalha de ouro para o Tajiquistão na história dos Jogos Olímpicos.
Competiu seis vezes no Campeonato Mundial de Atletismo (2005 a 2015), ganhando uma medalha de prata em Pequim 2015, mas tem sido mais bem sucedido em competições regionais: ganhou medalhas em quatro campeonatos de atletismo da Ásia e foi o campeão nos Jogos Asiáticos em 2006, 2010 e 2014 na sua categoria. Ele ganhou sua primeira medalha global (uma de prata) em 2010, na Copa Continental da IAAF.
Sua melhor performance é de 80,71 metros, estabelecidos em 2013.

## Carreira
Nascido em Duxambé, seu primeiro resultado internacional digno de nota foi uma medalha de bronze nos Campeonato Asiático de Atletismo, em 1997. Ele fez sua estréia no cenário global no Campeonato Mundial Júnior de Atletismo de 1998, mas ele não chegou à final. Sua primeira medalha de ouro continental veio nos campeonatos júniors do atletismo dos jogos asiáticos de 1999. Ele ficou em quinto lugar no Campeonato Mundial Júnior de Atletismo de 2000, e repetiu como o campeão júnior continental nos campeonatos júniors do atletismo asiático de 2001.
Nazarov, em seguida, terminou em quarto lugar no Campeonato Asiático de 2002 em Colombo, e ganhou uma medalha de bronze no ano seguinte, em Manila, em uma disputa vencida por Ali Mohamed Al-Zinkawi, do Kuwait. Ele participou da inauguração dos jogos afro-asiáticos e conseguiu ganhar a medalha de prata, ficando atrás apenas do atirador sul-africano Chris Harmse. Outra medalha veio nos jogos da Ásia Central em Duxambé, em 2003, onde ele levou o ouro em sua categoria.

## Vida pessoal
Dilshod Nazarov atualmente reside em Duxambé. Ele também é o presidente da Federação de Atletismo da República do Tajiquistão. Seu pai era um soldado que morreu durante a Guerra Civil do Tajiquistão. A mãe de Dilshod é uma professora de educação física e treinadora.